# Момо (роман)
Момо је научно-фантастични роман за децу немачког писца Михаела Ендеа. Пун наслов и поднаслов дела је Момо или чудновата прича о крадљивцима времена и о детету које је људима вратило украдено време. То је маштовита и поучна прича о отуђености која настаје када људи „немају времена“. Енде је овај роман писао 6 година. Започео га је још у Немачкој, али је највећи део написао у Италији, под утицајем италијанске културе и италијанског начина живота. Како издавач није пристао на илустратора којег је аутор предложио, Енде је роман Момо сам илустровао.
На основу романа Момо 1986. године снимљен је истоимени филм у ком је једну од улога играо и Михаел Енде.
Роман је преведен на српски језик и први пут га је објавила издавачка кућа Нолит 1978. године.

## О роману
Роман Момо конципиран је као роман-бајка, али за разлику од класичних бајки пишчева намера није да успава читаоца, већ да их узнемири и разбуди. Што прича више одмиче, постаје јасније да Михаел Енде не говори о неком потпуно измишљеном, већ о стварном свету у ком живимо. Он овим романом критикује савремено друштво и указује на опасности које основне поставке тог друштва могу да имају на модерног човека, а излаз из те замке нуди у једноставним законима који важе у свету детињства. Својом фантастичном причом он читаоца наводи да се озбиљно запита да ли су људи изгубили способност да своје време, своју пажњу, своју љубав истински поклоне једни другима? Да ли су још у стању да увиде како оно што раде и постижу губи вредност ако нас одваја од људи с којима живимо, ако нас из нашег света одводи у неки лажан простор наше сопствене користи?
Енде указује на судбину модерног човека коме је време постало мерило свега вредног. Човек је у модерном друштву приказан као жртва све веће жеље за успехом, због чега се удаљава од осећаја као што је љубав. Савремени свет је описан као мрачно место у ком емоције скоро да не постоје. На крају он ипак нуди сан о бољој будућности, у тренутку када Момо ослобађа време које је отето људима. Време и место радње су неодређени. Могло би се закључити да се ради о неком граду у Италији, али то нигде у роману није директно речено. 
Роман се састоји од три дела. Први део има пет, други седам, а трећи девет поглавља. Свако поглавље има поднаслов.

## Радња романа
На ивици неког великог града, у рушевинама старог амфитеатра, живела је Момо, девојчица чудног и неуредног изгледа. Умела је веома добро да слуша и тај свој таленат је користила како би помагала пријатељима. Једног дана у непознати град су дошла злокобна Сива господа и неприметно почела људима да краду време. Само је девојчица могла да им се одупре. Она путује изван границе времена да би открила мрачне тајне људи у сивом. У спасавању човечанства помажу јој учитељ Хора, управљач временом, и необична корњача Касиопеја која може да види будућност, али само пола сата. Читалац се на почетку приче упознаје са стиховима ирске дечје песмице „Сијај, сијај звездо мала” (енгл. Twinkle, Twinkle, Little Star), док у поговору на крају романа Енде признаје да је целу бајку написао на основу сећања на причу коју је чуо од сапутника у возу. Из контекста се може претпоставити како је то могао бити мајстор Хора.

### Ликови
- Девојчица Момо, главни лик романа — дјевојчици непознатог идентитета која се одједном појавила у рушевинама амфитеатра и о њој не постоји службена забелешка. Она не иде у школу, али има много пријатеља и посебан дар да уме да слуша друге, што за њу то представља извор мудрости. Момо представља вечно дете које познаје само пријатељство и има пуно времена за игру.
- Чистач улица Бепо — један је од Моминих најбољих пријатеља. Мало говори и то само онда када је сигуран да говори истину, јер сматра да је највећа опасност у свету она која долази од изговорених лажи. Толико дуго чисти улице да је од тога створио животну филозофију.
- Водич странаца Гиги — још један од Моминих најближих пријатеља, чије право име је Гироламо. Описан као згодан младић који се стално шали и има заразан осмех, права је супротност ниском и увек погуреном Бепу. Гиги је радио разне послове, али највише воли да забавља стране туристе и прича им измишљене приче. Сматра да су његове приче боље и забавније од праве историје.
- Сива господа — чудна бића која су се ниоткуда појавила у граду. Нападају грађане тако што их плаше израчунавањем времена које су потрошили на одређене тренутке у животу. Нуде им штедњу времена као спас за будућност. Осим тога нуде свим заинтересиранима да се учлане у штедионицу времена. Сива господа представљају интересне групе утицајних компанија, које имају моћ да обликују свачији живот. Уместо имена имају шифре, што доказује колико су безлични и у шта би се сватко могао претворити ако им се покори.
- Мајстор Хора — правог имена Секундус Минутус Хора има главну дужност да шаље време свима којима је то потребно и то мора да ради како би победио сиву господу. Иако никада није напуштао своје боравиште, уз помоћ свевидећих наочара има је моћ да види све што га у свету занима.
- Корњача Касиопеја — чаробна корњача која постоји изван свог времена. Она има способност да може видети будућност пола сата унапред. Зато се увек нађе где треба иако је спора. Са девојчицом Момо комуницира преко порука које се налазе на њеном оклопу. Захваљујући Касиопеји Момо побеђује Сиву господу.[7]

## Филмска адаптација
Према роману Момо године 1986. снимљен је истоимени филм, у коме једну од улога игра и сам Михаел Енде.